# Szczyt NATO w Lizbonie 2010
Szczyt NATO w Lizbonie w 2010 – 25. szczyt NATO odbywający się w dniach 19–20 listopada 2010 w Lizbonie w Portugalii.
Oprócz członków NATO w szczycie wzięły w nim udział również państwa uczestniczące w misji ISAF w Afganistanie oraz inni zaproszeni goście.
Jednym z głównych zadań szczytu było przyjęcie nowej Koncepcji Strategicznej Paktu Północnoatlantyckiego, wyznaczającej jego cele na kolejną dekadę. Dodatkowo w jego trakcie podjęte zostały decyzje w zakresie czasu trwania i charakteru misji ISAF, reformy strukturalnej Sojuszu, charakteru systemu obrony przeciwrakietowej NATO oraz współpracy z zagranicznymi partnerami, w tym zacieśnianiu stosunków z Rosją.
Przeciwko obradom szczytu protestowali członkowie organizacji lewicowych, antyglobalistycznych, pacyfistycznych i związków zawodowych. Demonstracje miały pokojowy przebieg.

## Program szczytu

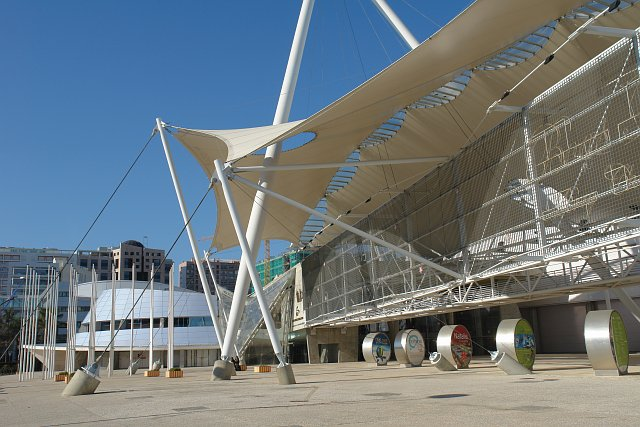
Wejście do budynku Feira Internacional de Lisboa

Do najważniejszych zadań szczytu w Lizbonie należało:
- przyjęcie nowej Koncepcji Strategicznej Paktu Północnoatlantyckiego
- wypracowanie stanowiska w sprawie wspólnej obrony przeciwrakietowej
- omówienie stosunków na linii NATO-Rosja
- określenie roli NATO w operacjach i misjach wojskowych, w tym operacji w Afganistanie (ISAF)
- określenie roli NATO w zwalczaniu międzynarodowego terroryzmu

Sekretarz Generalny NATO Anders Fogh Rasmussen w przededniu szczytu wyraził przekonanie, że decyzje podjęte w jego trakcie uczynią z NATO organizację „skuteczniejszą” (inwestycje w zdolności obrony rakietowej, cyberobrony i zdolności logistyczne) „bardziej zaangażowaną” (poszerzenie współpracy z partnerami z całego świata, państwami i innymi organizacjami) oraz „sprawniejszą” (redukcja struktury dowództwa o 4 tys. personelu). Gwarancją tego miało być przyjęcie nowej Koncepcji Strategicznej.
Szczyt NATO odbywał się od 19 do 20 listopada 2010 w centrum wystawienniczo-konferencyjnym Feira Internacional de Lisboa (FIL) w Parque das Nações (Park Narodów) w północno-wschodniej części Lizbony.
Rozpoczął się 19 listopada 2010 od powitania delegacji państw członkowskich. Pierwszym jego punktem były obrady Rady Północnoatlantyckiej na szczeblu szefów państw i rządów. W pierwszej kolejności odbyła się sesja otwarcia z udziałem mediów, w czasie której głos zabrali sekretarz generalny NATO, przewodniczący Rady Unii Europejskiej oraz władze Portugalii jako państwa gospodarza. Uhonorowani zostali również członkowie personelu wojskowego NATO za swój wkład w operacje Sojuszu. Następnie odbyła się sesja robocza Rady Północnoatlantyckiej, po której przywódcy państw stanęli do oficjalnego zdjęcia. W trakcie sesji przyjęta został nowa Koncepcja Strategiczna NATO.
Wieczorem 19 listopada 2010 przedstawiciele delegacji trzech szczebli wzięli udział w roboczych kolacjach: roboczej kolacji Rady Północnoatlantyckiej z udziałem szefów państw i rządów pod przewodnictwem sekretarza generalnego NATO i prezydenta Portugalii Aníbala Cavaco Silvy; nieformalnej roboczej kolacji na szczeblu ministrów spraw zagranicznych państw członkowskich i Wysokiego Przedstawiciela UE pod przewodnictwem zastępcy sekretarza generalnego NATO; nieformalnej roboczej kolacji na szczeblu ministrów obrony państw członkowskich pod przewodnictwem ministra obrony Portugalii.
20 listopada 2010 odbyło się spotkanie szefów państw i rządów krajów członkowskich NATO i państw biorących udział w misji ISAF na temat Afganistanu, z udziałem prezydenta tego kraju Hamida Karzaja, sekretarza generalnego ONZ Ban Ki-moona, przewodniczącego Rady Unii Europejskiej, przewodniczącego Komisji Europejskiej José Manuela Barroso oraz prezesa Banku Światowego Roberta Zoellicka. Następnie odbyło się posiedzenie Rady Północnoatlantyckiej na szczeblu szefów państw i rządów z udziałem przewodniczącego Rady Unii Europejskiej, zakończone przyjęciem „Deklaracji ze Szczytu w Lizbonie”. Na koniec doszło do posiedzenia Rady NATO-Rosja z udziałem szefów państw i rządów, w tym prezydenta Rosji Dmitrija Miedwiediewa.

## Uczestnicy

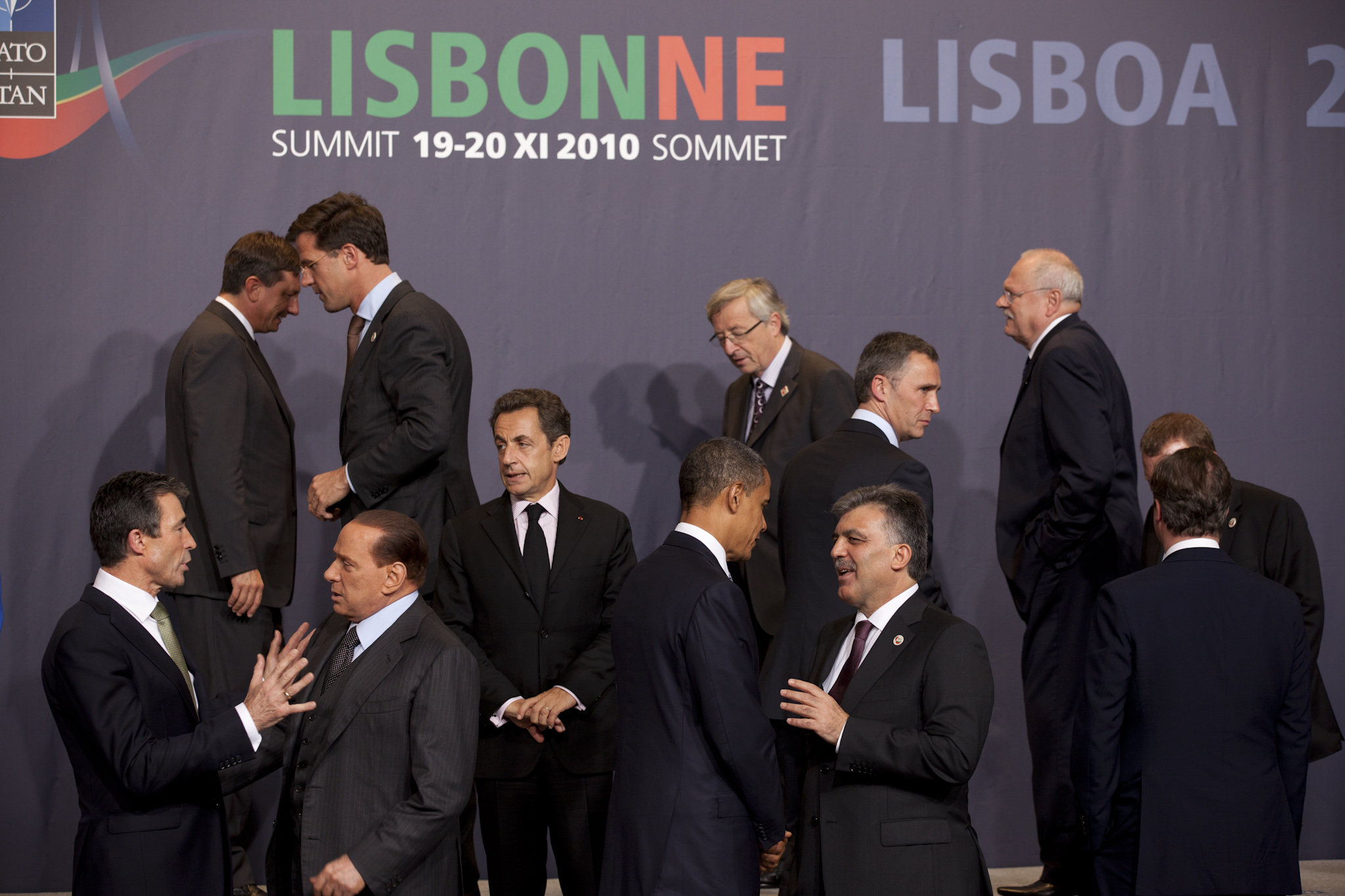
Uczestnicy szczytu

Udział w 22. szczycie NATO brały delegacje 28 państw członkowskich, a także przedstawiciele innych zaproszonych państw i organizacji:

### Członkowie NATO
| - Albania – prezydent Bamir Topi, premier Sali Berisha - Belgia – premier Yves Leterme - Bułgaria – prezydent Georgi Pyrwanow - Chorwacja – prezydent Ivo Josipović, premier Jadranka Kosor - Czechy – prezydent Václav Klaus, premier Petr Nečas - Dania – premier Lars Løkke Rasmussen - Estonia – premier Andrus Ansip - Francja – prezydent Nicolas Sarkozy - Grecja – premier Jeorios Andreas Papandreu - Hiszpania – premier José Luis Rodríguez Zapatero - Holandia – premier Mark Rutte - Islandia – premier Jóhanna Sigurðardóttir - Kanada – premier Stephen Harper - Litwa – prezydent Dalia Grybauskaitė, premier Andrius Kubilius | - Luksemburg – premier Jean-Claude Juncker - Łotwa – prezydent Valdis Zatlers - Niemcy – kanclerz Angela Merkel - Norwegia – premier Jens Stoltenberg - Polska – prezydent Bronisław Komorowski - Portugalia – prezydent Aníbal Cavaco Silva, premier José Sócrates - Rumunia – prezydent Traian Băsescu - Słowacja – prezydent Ivan Gašparovič, premier Iveta Radičová - Słowenia – premier Borut Pahor - Stany Zjednoczone – prezydent Barack Obama - Turcja – prezydent Abdullah Gül, premier Recep Tayyip Erdoğan - Węgry – premier Viktor Orbán - Wielka Brytania – premier David Cameron - Włochy – premier Silvio Berlusconi |

### Pozostali uczestnicy
| - Afganistan – prezydent Hamid Karzaj - Armenia – prezydent Serż Sarkisjan - Australia – premier Julia Gillard - Austria – prezydent Heinz Fischer - Azerbejdżan – prezydent İlham Əliyev - Bośnia i Hercegowina – przewodniczący Prezydium Nebojša Radmanović - Finlandia – prezydent Tarja Halonen - Gruzja – prezydent Micheil Saakaszwili - Irlandia – prezydent Mary McAleese, premier Brian Cowen - Jordania – premier Samir ar-Rifa’i - Kazachstan – prezydent Nursułtan Nazarbajew - Korea Południowa – prezydent Lee Myung-bak, premier Kim Hwang-sik | - Macedonia Północna – prezydent Gjorge Iwanow - Malezja – premier Najib Tun Razak - Mongolia – prezydent Cachiagijn Elbegdordż - Nowa Zelandia – minister spraw zagranicznych Murray McCully - Rosja – prezydent Dmitrij Miedwiediew - Singapur – premier Lee Hsien Loong - Szwecja – premier Fredrik Reinfeldt - Ukraina – minister spraw zagranicznych Kostiantyn Hryszczenko - Zjednoczone Emiraty Arabskie – minister spraw zagranicznych - ONZ – sekretarz generalny ONZ Ban Ki-moon - Unia Europejska – przewodniczący RE Herman Van Rompuy, przewodniczący KE José Manuel Barroso - prezes Banku Światowego Robert Zoellick |

## Nowa Koncepcja Strategiczna Sojuszu

### Opracowanie koncepcji

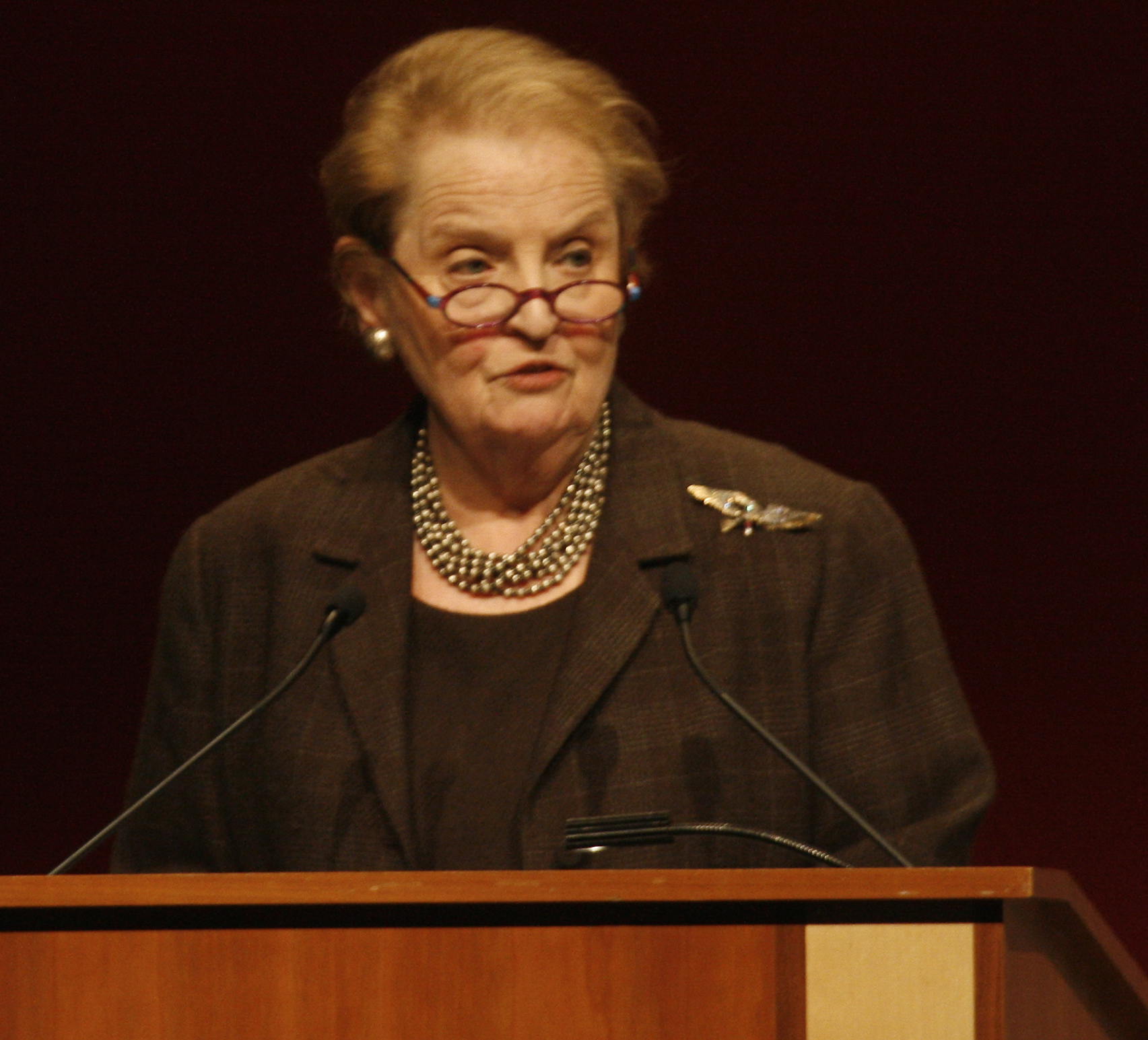
Madeleine Albright, przewodnicząca Grupy Ekspertów

Na szczycie w 2009 szefowie państw i rządów upoważnili sekretarza generalnego NATO do podjęcia prac na rzecz opracowania nowej Koncepcji Strategicznej. Poprzednia koncepcja strategiczna Sojuszu pochodziła bowiem z 1999, jeszcze z czasów sprzed zamachów z 11 września 2001. W tym celu Anders Fogh Rassmussen powołał 12-osobową Grupę Ekspertów na czele z byłą amerykańską sekretarz stanu Madeleine Albright, której zadaniem było przygotowanie rekomendacji co do treści dokumentu. Grupa rozpoczęła prace 5 września 2009.
Proces przygotowania Koncepcji Strategicznej składał się z trzech odrębnych etapów. Pierwszym z nich była faza refleksji, w czasie której nad treścią dokumentu debatowano na specjalnie organizowanych seminariach. W kolejnej, fazie konsultacji, eksperci przeprowadzali konsultacje z przedstawicielami państw członkowskich. Grupa Ekspertów odbywała również okresowe spotkania z sekretarzem generalnym NATO, a w grudniu 2009 zdała raport ze swoich prac w czasie spotkania ministrów spraw zagranicznych Sojuszu w Brukseli. Na koniec, 17 maja 2010, Grupa Ekspertów przedstawiła swoje analizy i rekomendacje sekretarzowi generalnemu NATO. Opierając się na nich, Anders Fogh Rassmussen opracował własny raport na temat założeń koncepcji, który poddał pod konsultacje państw członkowskich. Jesienią 2010 zredagował wstępny projekt koncepcji, który omówił ze Stałymi Przedstawicielami państw członkowskich przy NATO. Tak opracowany dokument został przedstawiony w czasie szczytu w Lizbonie i 19 listopada 2010 przyjęty przez członków Sojuszu. Jego pełny tytuł brzmiał: „Aktywne zaangażowanie, Nowoczesna Obrona. Koncepcja Strategiczna Obrony i Bezpieczeństwa członków Organizacji Traktatu Północnoatlantyckiego, przyjęta przez szefów państw i rządów w Lizbonie”.

### Główne założenia koncepcji
Nowa Koncepcja Strategiczna za fundamentalny cel Sojuszu Północnoatlantyckiego uznawała zagwarantowanie wolności i bezpieczeństwa wszystkim jego członkom z wykorzystaniem politycznych i wojskowych środków. NATO ukazane zostało jako zasadnicze źródło stabilności w nieprzewidywalnym świecie oraz określone jako „unikatowa wspólnota wartości, przywiązana do zasad wolności jednostki, demokracji, praw człowieka i praworządności”. Organizacja uznała nadrzędną odpowiedzialność Rady Bezpieczeństwa za utrzymanie międzynarodowego pokoju i bezpieczeństwa. Odnotowana została również rola więzi transatlantyckiej łączącej państwa członkowskie.
Do trzech głównych zadań NATO zostały zaliczone:
- obrona zbiorowa – zobowiązanie do udzielania sobie pomocy w przypadku ataku, zgodnie z art. 5 Traktatu Waszyngtońskiego, podkreślenie roli odstraszania i ochrony przed groźbą agresji
- zarządzanie kryzysowe – wykorzystywanie odpowiednich narzędzi politycznych i wojskowych w celu udzielania pomocy w opanowywaniu rozwijających się kryzysów i wygaszania trwających konfliktów, które mogą oddziaływać na bezpieczeństwo Sojuszu oraz wspieranie umacniania stabilności w sytuacjach pokonfliktowych
- bezpieczeństwo kooperatywne – działania rzecz umocnienia międzynarodowego bezpieczeństwa, w tym: partnerstwo z właściwymi państwami i innymi organizacjami międzynarodowymi, wnoszenie wkładu do kontroli zbrojeń, nieproliferacji i rozbrojenia, utrzymanie zasady otwartych drzwi do członkostwa w Sojuszu dla wszystkich europejskich demokracji, które spełniają standardy NATO[13][14]

Koncepcja Strategiczna na nowo określiła zagrożenia bezpieczeństwa dla Sojuszu, do których zaliczyła: zagrożenie konwencjonalne (atak zbrojny), w tym proliferacja pocisków balistycznych; proliferacja broni nuklearnej i innej broni masowego rażenia oraz środków jej przenoszenia; terroryzm; brak stabilności lub konflikt poza granicami NATO; ataki cybernetyczne; niestabilność dróg tranzytowych, na których opiera się międzynarodowy handel i bezpieczeństwo energetyczne (w tym uzależnienie od zagranicznych dostawców energii); zagrożenia technologiczne (w tym rozwój broni laserowej, walka elektroniczna oraz technologie hamujące dostęp do przestrzeni kosmicznej); ograniczenia w dziedzinie środowiska naturalnego i zasobów (w tym ryzyka zdrowotne, zmiany klimatu, niedobory wody i wzrastające potrzeby energetyczne).

### Obrona i odstraszanie

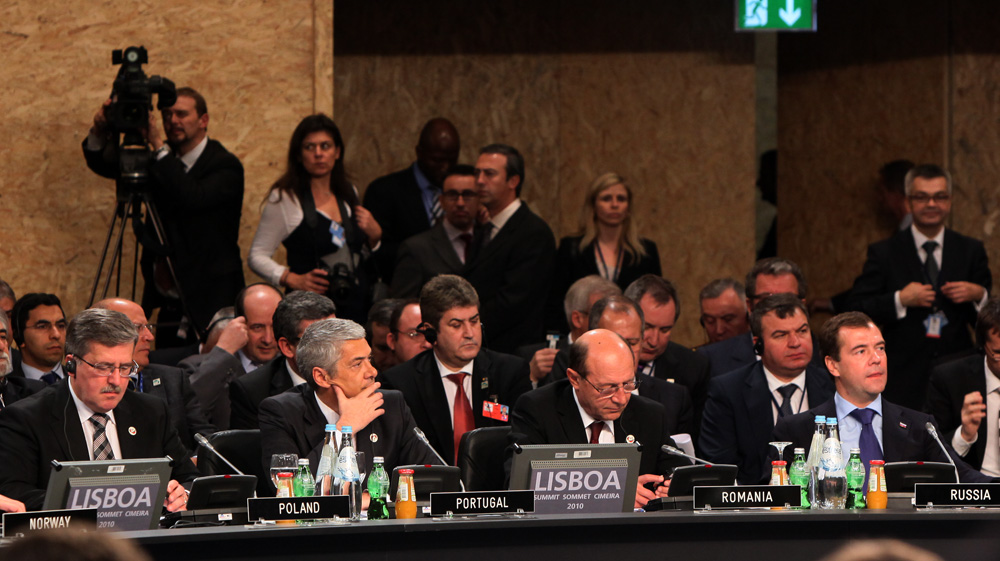
Szefowie państw i rządów w czasie obrad szczytu

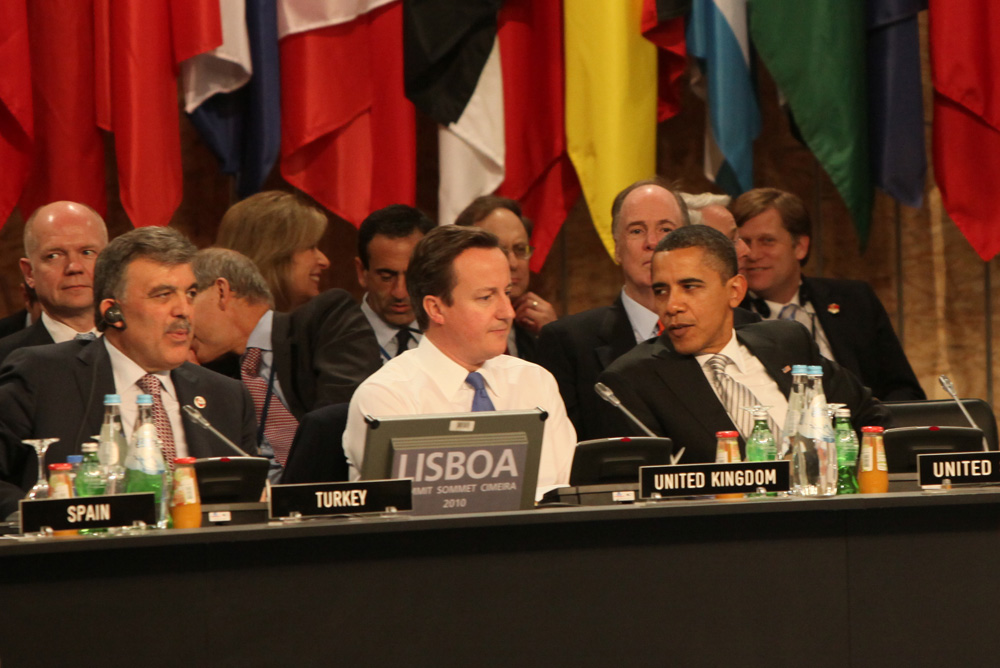
Przywódcy państw członkowskich NATO w Lizbonie

W zakresie obrony i odstraszania powtórzono odpowiedzialność Sojuszu za obronę i ochronę jego członków zgodnie z art. 5 Traktatu Waszyngtońskiego. Podkreślono przy tym, że żadne z państw trzecich nie jest traktowane jako wróg. Odstraszanie zdefiniowano jako właściwą kombinację nuklearnych i konwencjonalnych zdolności, a za najwyższą gwarancję bezpieczeństwa uznano siły nuklearne Sojuszu. W celu zapewnienia zdolności obrony i odstraszania zobowiązano się do podejmowania określonych działań, w tym:
- utrzymywania właściwej kombinacji sił nuklearnych i konwencjonalnych;
- utrzymywania zdolności do jednoczesnego prowadzenia większych połączonych operacji oraz kilku mniejszych operacji obrony zbiorowej i reagowania kryzysowego;
- realizację szkoleń, ćwiczeń, planowania ewentualnościowego oraz wymiany informacji;
- zapewniania możliwie najszerszego udziału sojuszników w kolektywnym planowaniu obronnym;
- rozwijania zdolności do obrony społeczeństw i terytoriów przed atakiem pocisków balistycznych jako zasadniczego elementu obrony zbiorowej; dążenia do współpracy z Rosją i innymi partnerami euroatlantyckimi w dziedzinie obrony przeciwrakietowej
- rozwijania zdolności NATO do obrony przed zagrożeniem bronią masowego rażenia: chemiczną, biologiczną, radiologiczną i nuklearną;
- rozwijania możliwości zapobiegania, wykrywania i obrony przed atakami cybernetycznymi oraz odtwarzania zdolności po nich;
- wzmacniania zdolności do wykrywania i obrony przed międzynarodowym terroryzmem;
- rozwijania zdolności do wniesienia wkładu na rzecz bezpieczeństwa energetycznego, włączając w to ochronę krytycznej infrastruktury energetycznej, szlaków i linii tranzytowych;
- utrzymywania niezbędnych poziomów wydatków obronnych[13][14].

### Zarządzanie kryzysowe
W zakresie zarządzania kryzysowego NATO jako podstawę swojego działania przyjęło założenie, że kryzysy i konflikty poza jego granicami mogą generować bezpośrednie zagrożenie dla bezpieczeństwa terytorium oraz społeczeństw Sojuszu. Z tego też powodu postanowiło w sytuacjach, gdy zachodzi taka możliwość i konieczność, zapobiegać kryzysom, opanowywać je, stabilizować sytuacje pokonfliktowe oraz wspierać procesy odbudowy.
W celu efektywnego zarządzania kryzysami zadeklarowało stosowanie wszechstronnego politycznego, cywilnego i wojskowego podejścia. Zapowiedziało aktywną współpracę z innymi podmiotami międzynarodowymi. Stwierdzając, że najlepszym sposobem zarządzania konfliktami jest ich zapobieganie, zapowiedziało również kontynuowanie monitorowania i analizowania środowiska międzynarodowego w tym kontekście oraz podejmowanie aktywnych kroków w celu niedopuszczania do sytuacji rozwoju kryzysów w większe konflikty. W przypadku nieskuteczności takich działań, zadeklarowało swoją gotowość i zdolność do zarządzania trwającymi konfliktami poprzez własne unikatowe zdolności w tej sferze, do których zaliczyło zdolność do rozmieszczenia i utrzymania sił wojskowych w polu. Jednocześnie zapowiedziało gotowość i zdolność zaangażowania się w stabilizację i odbudowę już po zakończeniu konfliktu, w bliskiej współpracy i konsultacji, gdziekolwiek to możliwe, z innymi odpowiednimi podmiotami międzynarodowymi.
W celu zapewnienia efektywności w zakresie zarządzania kryzysowego NATO zobowiązało się do podejmowania następujących działań:
- wzmocnienia współpracy wywiadowczej w ramach Paktu w celu lepszego przewidywania i zapobiegania konfliktom
- dalszego rozwoju doktryny i zdolności wojskowych w zakresie operacji poza swoimi granicami
- tworzenia odpowiednich, choć skromnych, cywilnych zdolności w zakresie zarządzania kryzysowego w celu efektywniejszego współdziałania z partnerami cywilnymi
- wzmocnienia zintegrowanego cywilno-wojskowego planowania
- rozwijania zdolności szkolenia i rozwoju sił lokalnych w strefach kryzysu w celu zapewnienia lokalnym władzom możliwości utrzymania bezpieczeństwa bez międzynarodowego wsparcia
- wyznaczenia i szkolenia cywilnych specjalistów z państw członkowskich w celu ich szybkiego rozmieszczenia w wybranych misjach, zdolnych do współdziałania z personelem wojskowym i cywilnych partnerskich państw i organizacji
- rozszerzenia i intensyfikacji konsultacji politycznych wśród członków Sojuszu, a także z innymi partnerami, zarówno w oparciu o regularne i stałe podstawy, jak również ad hoc w celu radzenia sobie z wszystkimi etapami kryzysów[13][14]

### Bezpieczeństwo kooperatywne
W zakresie bezpieczeństwa kooperatywnego podkreślone zostało znaczenie kontroli zbrojeń, rozbrojenia i nieproliferacji. W tym celu NATO zadeklarowało gotowość do budowania świata bez broni nuklearnej zgodnie z celami Traktatu o Nierozprzestrzenianiu Broni Jądrowej. Zaznaczyło przy tym swoje dotychczasowe wysiłki w tej mierze, jak zmniejszenie ilości broni jądrowej stacjonującej w Europie oraz znaczenia broni nuklearnej w strategii NATO. Wyrażając gotowość do dalszych redukcji, NATO wyraziło konieczność dążenia do uzyskania rosyjskiej zgody na zwiększenie transparentności co do jej broni nuklearnej na kontynencie europejskim i przemieszczenia jej z dala od terytorium państw członkowskich. W zakresie broni konwencjonalnych Sojusz wyraził gotowość do podjęcia działań w celu wzmocnienia reżimu jej kontroli w Europie na bazie wzajemności, przejrzystości i zgody państwa–gospodarza.
Członkowie organizacji podkreślili znaczenie dialogu i współpracy z partnerami. Powtórzono zasadę „otwartych drzwi” dla wszystkich europejskich demokracji spełniających trzy warunki: podzielających wartości Sojuszu; chętnych i zdolnych do przyjęcia odpowiedzialności i zobowiązań wynikających z członkostwa; gwarantujących, że ich włączenie może przyczynić się do wspólnego bezpieczeństwa i stabilności. Podkreślono, że rozszerzenie Paktu przyczynia się do zwiększenia bezpieczeństwa jego członków.
W Koncepcji Strategicznej podkreślono znaczenie i zadeklarowano pogłębienie współpracy z ONZ, m.in. poprzez wzmocnienie łączności między kwaterami obu organizacji, bardziej regularny dialog i wzmocnienie współpracy w zakresie opanowywania kryzysów. W zakresie stosunków z Unią Europejską, NATO uznało znaczenie obrony europejskiej, silniejszej i o większych zdolnościach. Dokument zakładał odgrywanie przez obie organizacje uzupełniającej się i wzajemnie wzmacniającej roli we wspieraniu międzynarodowego pokoju i bezpieczeństwa. Współpraca z Rosją uznana została za strategiczną, jako przyczyniająca do tworzenia wspólnego obszaru pokoju, stabilizacji i bezpieczeństwa. NATO podkreśliło, że nie stanowi zagrożenia dla Rosji. W dwustronnych relacjach zobowiązało się do wzmacniania politycznych konsultacji i współpracy w dziedzinach wzajemnego zainteresowania, w tym obronie przeciwrakietowej, walce z terroryzmem, narkotykami i piractwem oraz promowaniu międzynarodowego bezpieczeństwa, a także wykorzystywania w pełni potencjału Rady NATO–Rosja na rzecz dialogu i wspólnego działania.
NATO podkreśliło znaczenie i wyraziło wolę rozwijania współpracy z zagranicznymi partnerami w ramach Rady Partnerstwa Euroatlantyckiego, Partnerstwa Wschodniego, Komisji NATO-Ukraina, Komisji NATO-Gruzja, Dialogu Śródziemnomorskiego, Stambulskiej Inicjatywy Współpracy oraz zadeklarowało zmierzanie do ułatwiania euroatlantyckiej integracji Zachodnich Bałkanów.
Na koniec członkowie Sojuszu zobowiązali się do podejmowania działań mających na celu wykorzystywanie jego finansowych, wojskowych i ludzkich zasobów w możliwie najbardziej skuteczny i sprawny sposób.

## Stosunki NATO–Afganistan

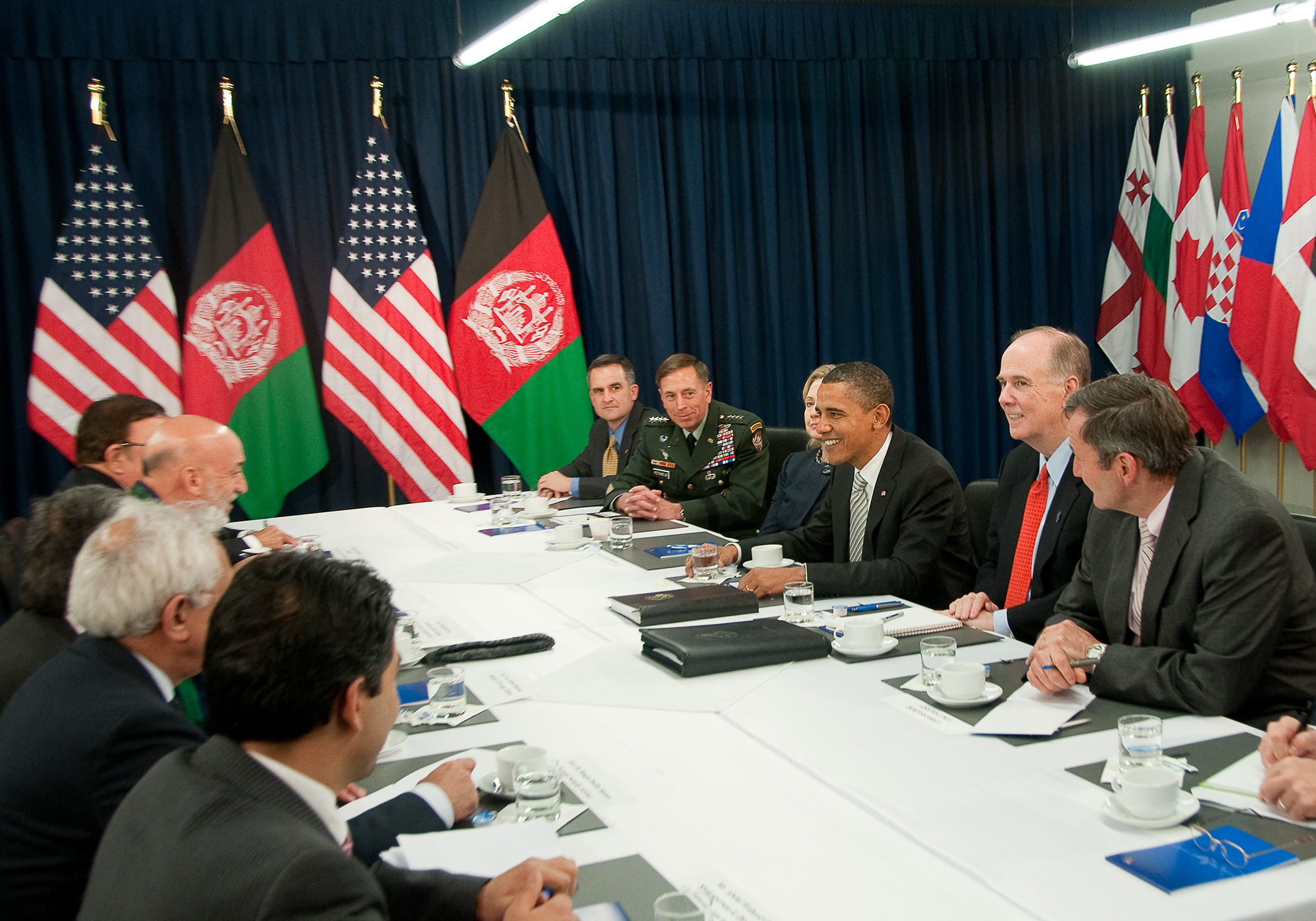
Prezydent Afganistanu Hamid Karzaj podczas rozmowy z prezydentem USA

Drugi dzień szczytu w Lizbonie rozpoczął się od spotkania szefów państw i rządów 48 krajów uczestniczących w misji ISAF z prezydentem Afganistanu Hamidem Karzajem. W spotkaniu brali udział również inni zaproszeni goście, jak sekretarz generalny ONZ Ban Ki-moon oraz przedstawiciele Unii Europejskiej, Banku Światowego i Japonii. W czasie spotkania przyjęto dwa dokumenty. Pierwszy z nich, „Deklaracja Organizacji Traktatu Północnoatlantyckiego i Islamskiej Republiki Rządu Afganistanu w sprawie Trwałego Partnerstwa”, ustanawiał długoterminowe partnerstwo i współpracę pomiędzy stronami, wykraczające poza mandat działania misji ISAF.
„Deklaracja Szefów Państw i Rządów Krajów uczestniczących Międzynarodowych Siłach Wspierania Bezpieczeństwa (ISAF) w Afganistanie” odnosiła się do sytuacji w tym kraju i przyszłości operacji. Państwa koalicji ogłosiły początek nowej fazy misji, mającej na celu przekazanie pełnej odpowiedzialności za bezpieczeństwo afgańskim władzom. Zadeklarowały rozpoczęcie tego procesu na początku 2011, w zależności od oceny i decyzji NATO. Miał być on uzależniony od zdolności i możliwości Afgańskich Narodowych Sił Zbrojnych. Jego zakończenie zaplanowano przed końcem 2014.
Państwa koalicji podkreśliły zwiększenie liczebności misji do 130 tys. żołnierzy. Za jej główny cel uznały zapewnienie pokoju i bezpieczeństwa w tym kraju we współpracy z Afgańskimi Narodowymi Siłami Zbrojnymi oraz wzmacnianie ich siły, wyposażenia i zdolności, tak by do końca 2011 mogły osiągnąć liczbę 300 tys. żołnierzy. Członkowie ISAF poparli program pojednania i reintegracji obejmujący tych bojowników, którzy wyrzekli się przemocy, zerwali kontakty z grupami terrorystycznymi i zaakceptowali afgańską konstytucję.
Uczestnicy spotkania uznali wybory parlamentarne w Afganistanie z września 2010 za ważny krok w rozwoju demokracji w tym kraju oraz wezwali afgański rząd do przeprowadzenia reformy wyborczej oraz podjęcia działań na rzecz walki z korupcję, produkcją i przemytem narkotyków, wzmocnienia rządów prawa i rozwoju gospodarki. Opowiedziały się także za rozwojem współpracy regionalnej jako czynnika gwarantującego trwałą stabilność.

## Stosunki NATO–Rosja

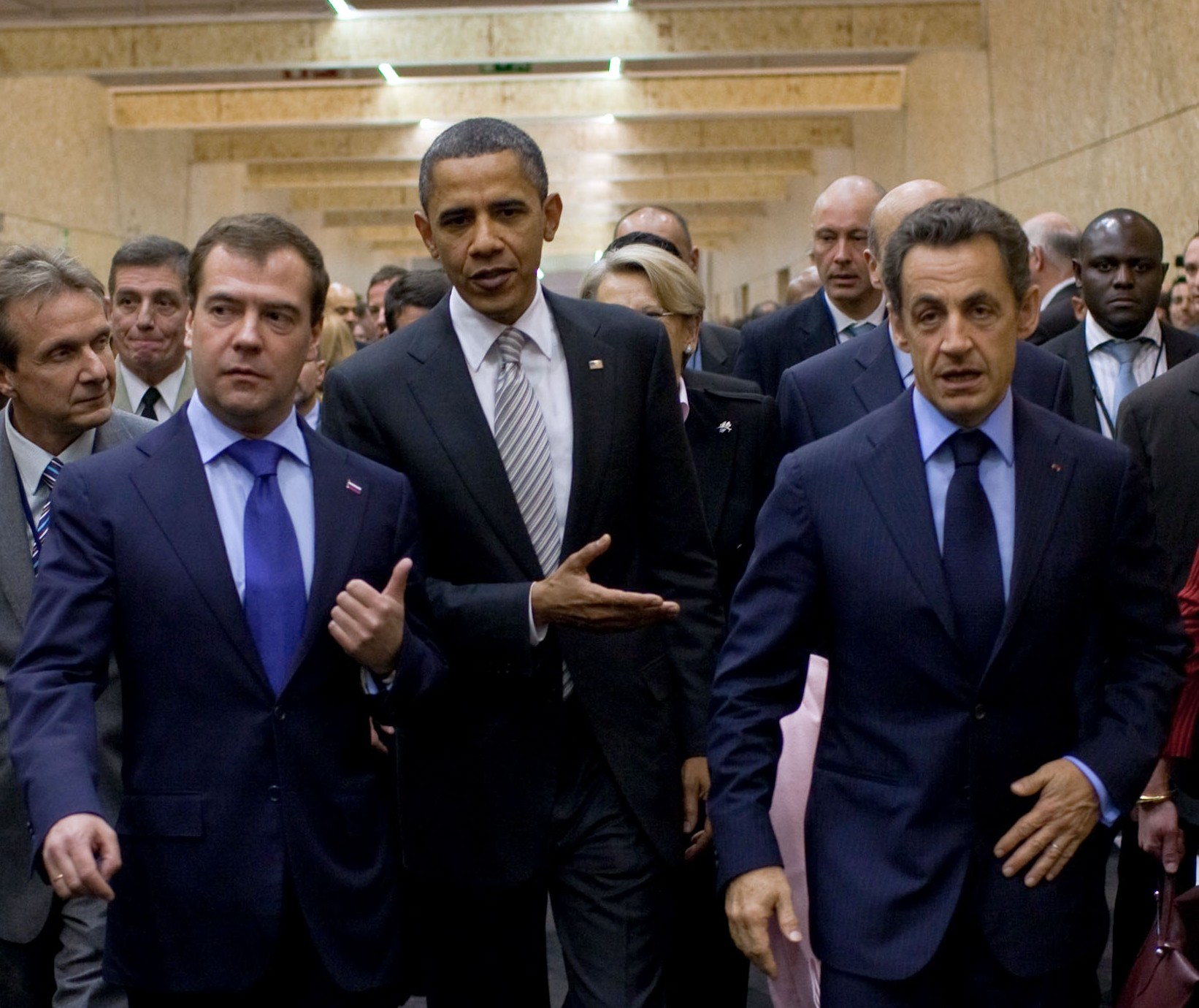
Prezydent Rosji Dmitrij Miedwiediew w otoczeniu prezydentów Baracka Obamy i Nicolasa Sarkozy’ego w czasie szczytu w Lizbonie

20 listopada 2010, na zakończenie szczytu w Lizbonie, doszło do posiedzenia Rady NATO-Rosja, w której uczestniczył prezydent Rosji Dmitrij Miedwiediew. Było to trzecie posiedzenie Rady w jej historii. Jej uczestniczy we wspólnym oświadczeniu zobowiązali się do podejmowania działań „w kierunku osiągnięcia prawdziwego strategicznego i nowoczesnego partnerstwa, opartego na wzajemnym zaufaniu, przejrzystości i przewidywalności w celu stworzenia wspólnej przestrzeni pokoju, bezpieczeństwa i stabilności na obszarze euroatlantyckim”. Podkreślono znaczenie Rady jako politycznego forum współpracy. Zadeklarowano wolę wspólnego działania na rzecz kontroli zbrojeń, rozbrojenia i nieproliferacji, a także tworzenia podstaw dla świata wolnego od broni nuklearnej.
Wśród głównych postanowień Rady znalazło się poparcie „Wspólnych Zagrożeń Bezpieczeństwa XXI Wieku”, deklaracji określającej wspólne kluczowe zagrożenia dla bezpieczeństwa i sposoby radzenia sobie z nimi. Państwa zobowiązały się także do współpracy w dziedzinie rozwoju systemu obrony przeciwrakietowej. Strony uzgodniły sporządzenie wspólnego raportu na temat zagrożenia rakietami balistycznymi.
Zacieśnieniu uległa współpraca na rzecz stabilizacji sytuacji w Afganistanie. Rosja zadeklarowała gotowość tranzytu przez jej terytorium materiałów nieśmiercionośnych używanych przez siły ISAF. Strony uzgodniły również uruchomienie specjalnego funduszu w celu wyposażenia afgańskiej armii w dodatkowe helikoptery. Dodatkowo podjęto zobowiązania na rzecz rozszerzania projektu szkoleń walki z przemytem narkotyków, w którym uczestniczyły państwa Azji Centralnej, Afganistan oraz Pakistan. Zadeklarowano dalszą współpracę w zakresie walki z terroryzmem i piractwem. Rosja wyraziła także wolę wspierania operacji Active Endeavour na Morzu Śródziemnym.

## Pozostałe decyzje i deklaracje
20 listopada 2010 szefowie państw i rządów NATO przyjęli „Deklarację ze Szczytu w Lizbonie”, stanowiącą podsumowanie wszystkich decyzji, zobowiązań i deklaracji przyjętych w czasie obrad szczytu. Dotyczyła ona także kwestii nieporuszonych w innych przyjętych oficjalnych dokumentach.

### Reformy strukturalne i obrona przeciwrakietowa
Członkowie NATO ogłosili pakiet reform obejmujący reformę Struktury Dowodzenia Sojuszu i jego agencji, reformę zarządzania zasobami oraz reformę redukującą liczbę kwater organizacji. Reforma zakładała zmniejszenie liczby Wojskowych Struktur Dowodzenia z 11 do 7 i agencji z 14 do 3 oraz redukcję personelu o co najmniej 1/3 (co najmniej 5 tys. stanowisk). Decyzja o dokładnej lokalizacji kwater dowódczych miała zostać podjęta do czerwca 2011 i opierać się na zaleceniach sekretarza generalnego. NATO postanowiło również zredukować liczbę swoich agencji. Dokładny plan w ten kwestii miał zostać opracowany także do czerwca 2011. Reforma struktur miała służyć zwiększeniu wydajności i efektywności Sojuszu i redukcji kosztów jego funkcjonowania.
Państwa członkowskie zadecydowały o rozwoju zdolności obrony przeciwrakietowej, chroniącej ich całą ludność oraz wszystkie siły i terytoria w Europie przeciwko zagrożeniom spowodowanym proliferacją pocisków balistycznych. Postanowiły włączyć amerykańską część tarczy antyrakietowej (United States European Phased Adaptive Approach) w planowany system obrony przeciwrakietowej. W celu realizacji tych planów upoważniły Radę Północnoatlantycką do przeprowadzenia konsultacji do marca 2011, a następnie opracowania projektu działań do czerwca 2011. NATO wyraziło jednocześnie gotowość do współpracy z Rosją w zakresie obrony przeciwrakietowej na zasadach wzajemności, przejrzystości i dwustronnego zaufania.
W celu objęcia wszystkich organów i jednostek Paktu scentralizowaną ochroną przed cyberprzestępczością, jego członkowie zobowiązali się do osiągnięcia pełnej zdolności operacyjnej przez NATO Computer Incident Response Capability (NCIRC) do końca 2012.

### Misje poza granicami NATO
Podczas szczytu w Lizbonie NATO złożyło wyrazy szacunku 143 tys. żołnierzy uczestniczącym w trwających misjach oraz weteranom. Złożyło także hołd ofiarom walk oraz rannym. Oprócz kwestii związanych z misją ISAF w Afganistanie, którą uznało za priorytet swojego działania, powtórzyło swoje zobowiązanie do zapewnienia stabilności i bezpieczeństwa w regionie Bałkanów. Zaznaczyło rolę KFOR w utrzymaniu stabilnego, pokojowego i wieloetnicznego otoczenia w Kosowie, podkreślając jednak rosnącą odpowiedzialność kosowskich sił zbrojnych i policji w tym zakresie, a także zapowiadając dalszą redukcję swoich wojsk.
Podkreśliło swój wkład w pokój i bezpieczeństwo na świecie poprzez trwające misje: Active Endeavour na Morzu Śródziemnym, operację Ocean Shield u wybrzeży Afryki Wschodniej, Misję Szkoleniową NATO w Iraku oraz wsparcie logistyczne dla misji UA w Somalii.

### Współpraca z zagranicznymi partnerami

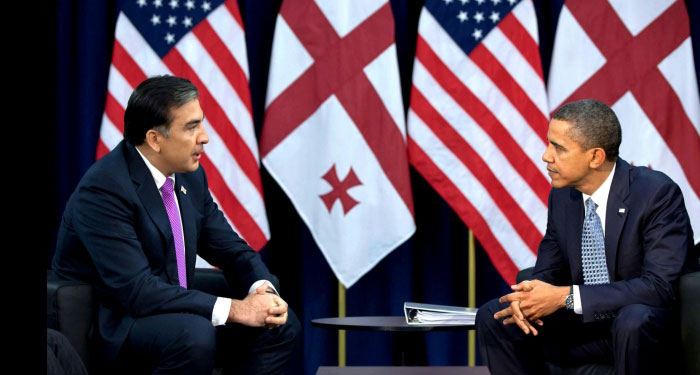
Prezydent Gruzji Micheil Saakaszwili z prezydentem USA

W zakresie stosunków ze społecznością międzynarodową szefowie państw i rządów NATO podkreślili znaczenie i zadeklarowali rozwój współpracy z ONZ, UE i OBWE.
Przywołując zasadę „otwartych drzwi” Sojusz powtórzył porozumienie o zaproszeniu Byłej Jugosłowiańskiej Republiki Macedonii do członkostwa, po jak najszybszym uregulowaniu konfliktu w sprawie oficjalnej nazwy tego kraju. Z zadowoleniem przyjęto postęp poczyniony przez Czarnogórę na drodze do integracji euroatlantyckiej i jej aktywne zaangażowanie w ramach Planu Działań na rzecz Członkostwa (MAP). Wyrażono poparcie dla członkowskich aspiracji Bośni i Hercegowiny. Potwierdzono decyzję z kwietnia 2010 o przyjęciu Bośni i Hercegowiny do MAP, po spełnieniu warunku, że wszystkie nieruchomości sektora bezpieczeństwa i obrony, niezbędne w przyszłości dla zapewnienia bezpieczeństwa kraju, będą znajdować się w posiadania skarbu państwa. Pochwalono organizację wyborów powszechnych w Bośni i Hercegowinie w 2010 oraz postęp tego kraju na drodze reform, oferując swoje wsparcie w tej mierze.
NATO z zadowoleniem przyjęło rosnącą współpracę z Serbią. Ponownie wyraziło swoją otwartość wobec dalszych aspiracji euroatlantyckich tego kraju, w tym partnerstwa z Sojuszem. Wezwało Serbię do kontynuowania współpracy z Międzynarodowym Trybunałem Karnym dla byłej Jugosławii. Zaapelowało również do Serbii i Kosowa o podjęcie wspólnych rozmów pod egidą Unii Europejskiej.
NATO zadeklarowało także wolę rozwoju partnerstwa z Gruzją, w tym kontynuowania dialogu politycznego i praktycznej współpracy w ramach Komisji NATO-Gruzja i Corocznego Programu Narodowego. Potwierdziło decyzję ze szczytu w Bukareszcie w 2008 o gwarancji euroatlantyckiej perspektywy dla Gruzji i wezwało jej władze do wdrożenia odpowiednich reform prawa wyborczego, sądownictwa i sektora obrony. Z zadowoleniem przyjęło otwarcie Biura Łącznikowego NATO w Gruzji oraz pochwaliło wkład tego kraju w misje Sojuszu, w tym misję ISAF. Powtórzyło poparcie dla integralności terytorialnej Gruzji w jej międzynarodowo uznawanych granicach. Wezwało Rosję do wycofania jej uznania międzynarodowego dla Abchazji i Osetii Południowej, a także do wypełnienia zobowiązań względem Gruzji wynegocjowanych przez UE 12 sierpnia i 8 września 2008 (wycofanie wojsk do stanu sprzed wojny).
Sojusz uznał stabilną i demokratyczną Ukrainę za ważny czynnik bezpieczeństwa euroatlantyckiego. Zadeklarował gotowość współpracy w ramach Komisji NATO-Ukraina i wspierania reform wewnętrznych. Respektując prawo Ukrainy do określenia własnej polityki bezpieczeństwa, w tym również wyboru „pozablokowego” statusu, powtórzył zasadę polityki „otwartych drzwi” wobec tego kraju. Sojusz wyraził także poparcie dla integralności terytorialnej, niepodległości i suwerenności Armenii, Azerbejdżanu i Mołdawii, a także gotowość do zaangażowania się w pokojowe rozwiązanie konfliktów toczących się w ich granicach.

## Ochrona szczytu, środki bezpieczeństwa i protesty
Władze Portugalii na czas szczytu podjęły się jednej z największych operacji bezpieczeństwa w historii. W Lizbonie rozlokowanych zostało około 7 tys. policjantów, stojących na straży porządku dla około 5 tys. uczestników szczytu. 16 listopada 2010 Portugalia zawiesiła obowiązywanie Układu z Schengen i przywróciła kontrolę na granicach. Zakazem wjazdu objęte zostały wszelkie osoby stanowiące potencjalne zagrożenie dla bezpieczeństwa. Z powodu wzmożonej kontroli granicznej zatrzymanych zostało kilkadziesiąt osób, głównie nielegalnych imigrantów i osoby przewożące narkotyki bądź ostre przedmioty (np. noże). Ograniczony o niemal połowę został ruch na stołecznym lotnisku Lizbona-Portela. Część z samolotów była kierowana do portów lotniczych w Porto i Faro.
W dniach poprzedzających szczyt w Lizbonie odbywały się pokojowe protesty antyglobalistów, nie doszło do aktów przemocy. Do największych protestów doszło 20 listopada 2010, gdy ulicami stolicy przemaszerowało, w zależności od źródeł od 10 tys. do 30 tys. osób. Manifestacja odbyła się pod hasłem „Pokój tak, NATO nie” i została zorganizowana przez międzynarodowy komitet „Nie wojnie, nie NATO”. Udział w niej wzięli członkowie partii lewicowych, komunistycznych, organizacji pacyfistycznych i ekologicznych oraz związków zawodowych. Protest miał charakter pokojowy. Policja aresztowała również ok. 40 uczestników demonstracji odbywającej się w pobliżu Parku Narodów, gdzie obradowali przywódcy państw.